# نینتندو لبو
نینتندو لَبو (به انگلیسی: Nintendo Labo) یک ابزار بازی ساخته نینتندو است که در آوریل ۲۰۱۸ منتشر شد. لبو از ۲ قسمت تشکیل شده که یک قسمت آن بازی و یک قسمت چند ورق مقوا است. این ابزار تحت کیت‌ها عرضه می‌شود که شامل برش‌های مقوایی و سایر مواد است که با نمایشگر کنسول نینتندو سوئیچ و کنترلر جوی-کان ترکیب می‌شود و می‌توان با آن بازی را کنترل کرد. نینتندو لبو را به عنوان راهی برای آموزش اصول مهندسی و برنامه‌نویسی پایه طراحی کرد.

## نگارخانه

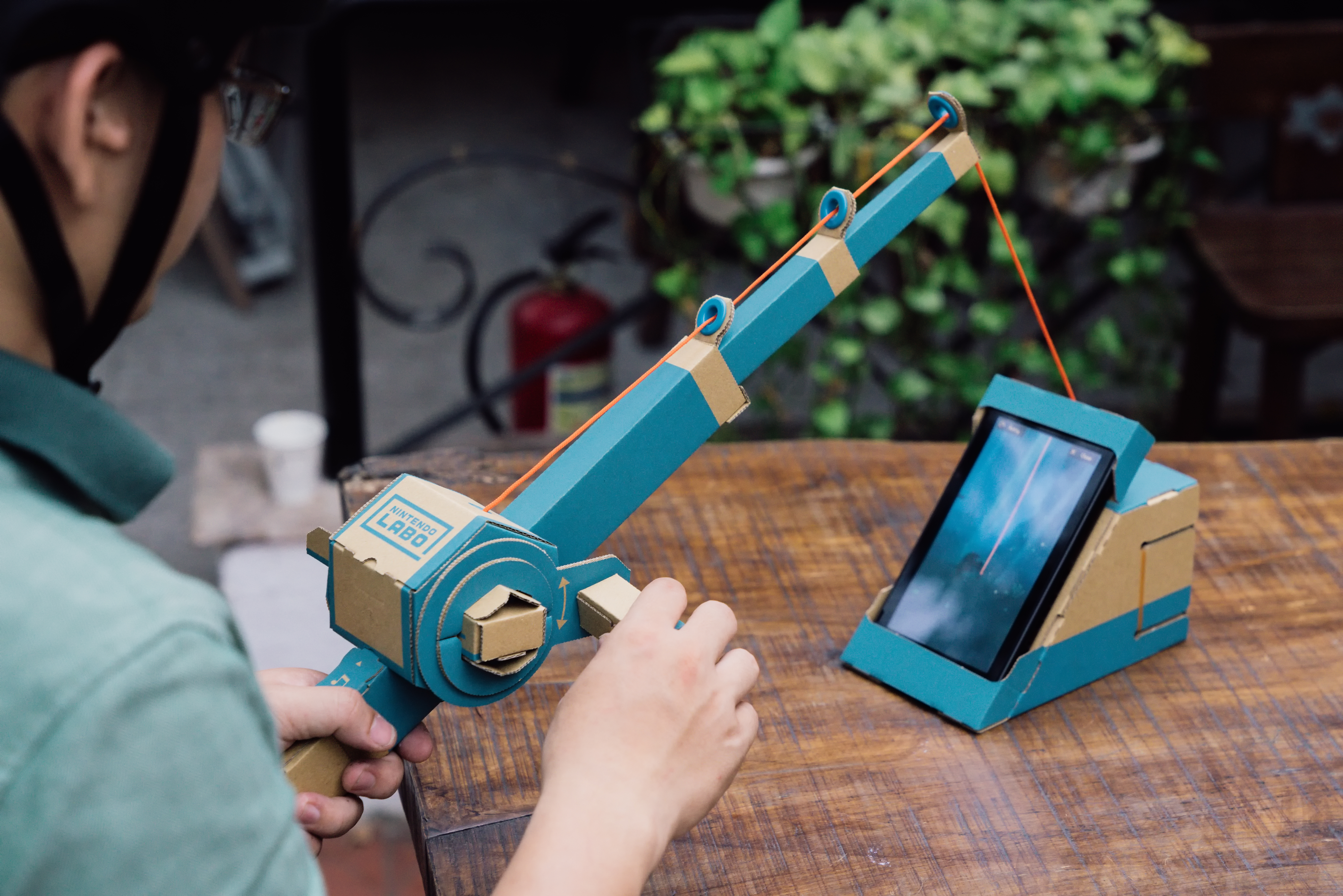
میله ماهیگیری لبو در حال تعامل با کنسول سوییچ
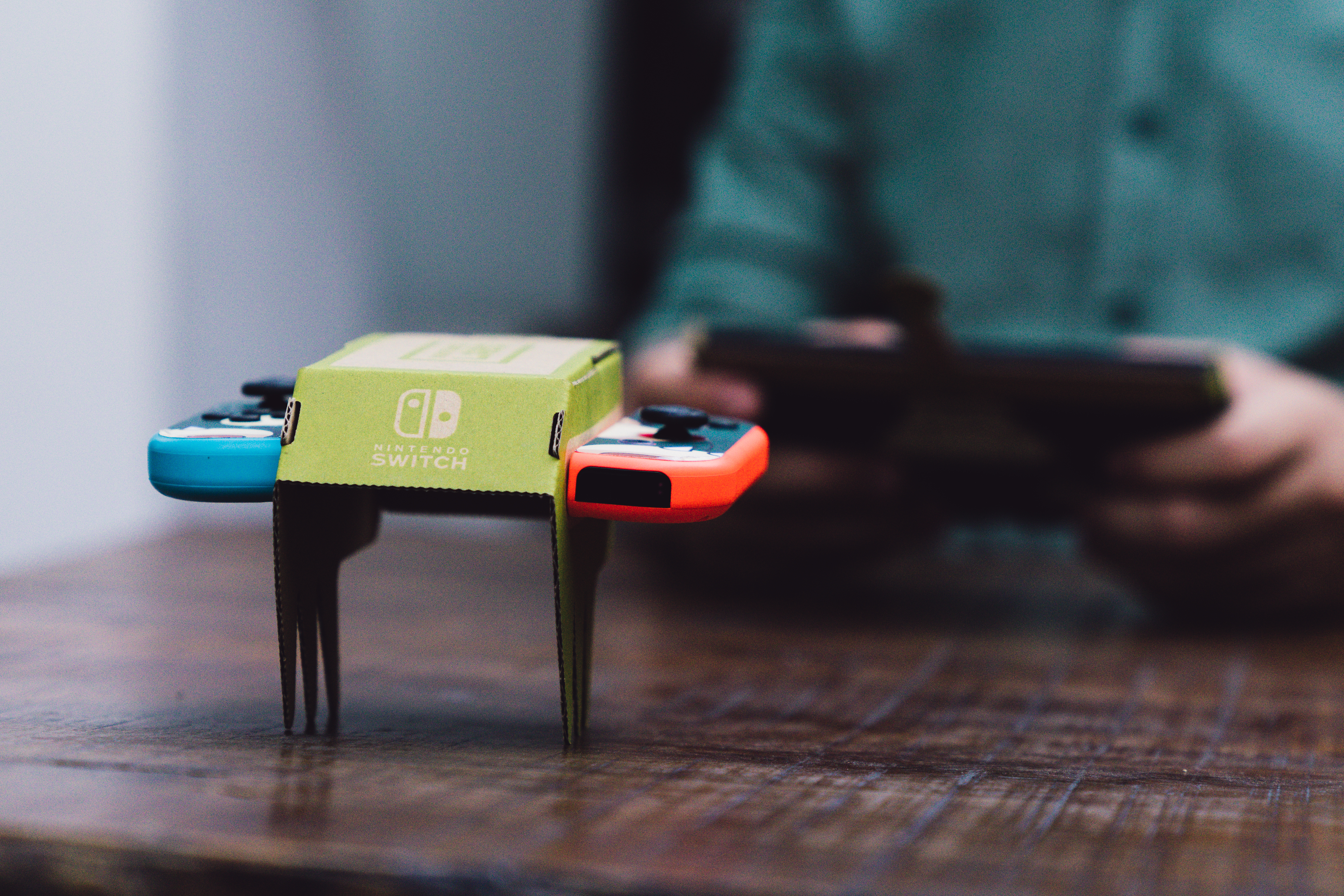
ماشین کنترل از راه دور لبو به همراه دو دوسته جوی-کان متصل به طرفین که توسط کنسول سوئیچ کنترل می‌شود
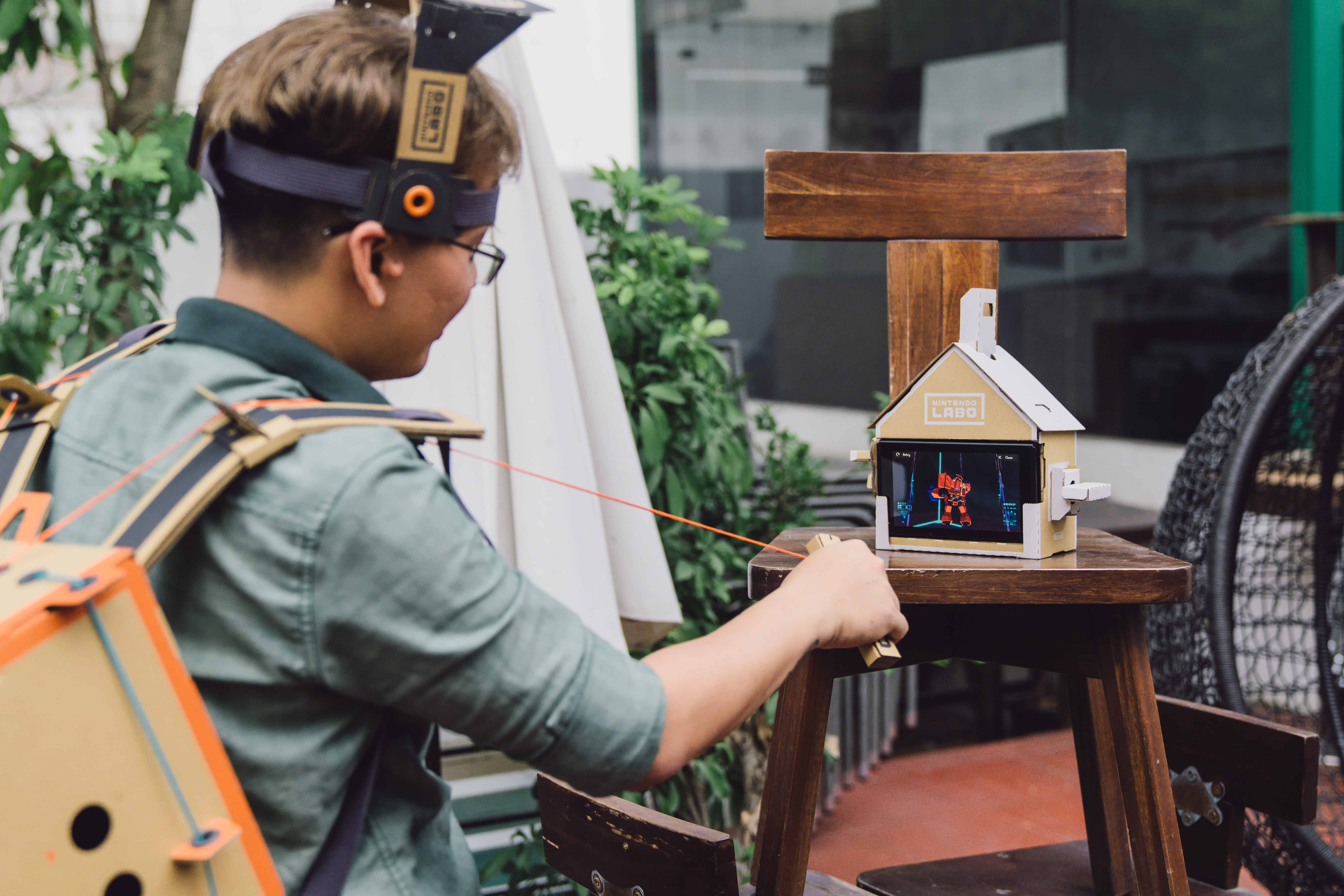
کاربری که از کیت لبو برای تعامل با بازی در واحد سوئیچ استفاده می‌کند
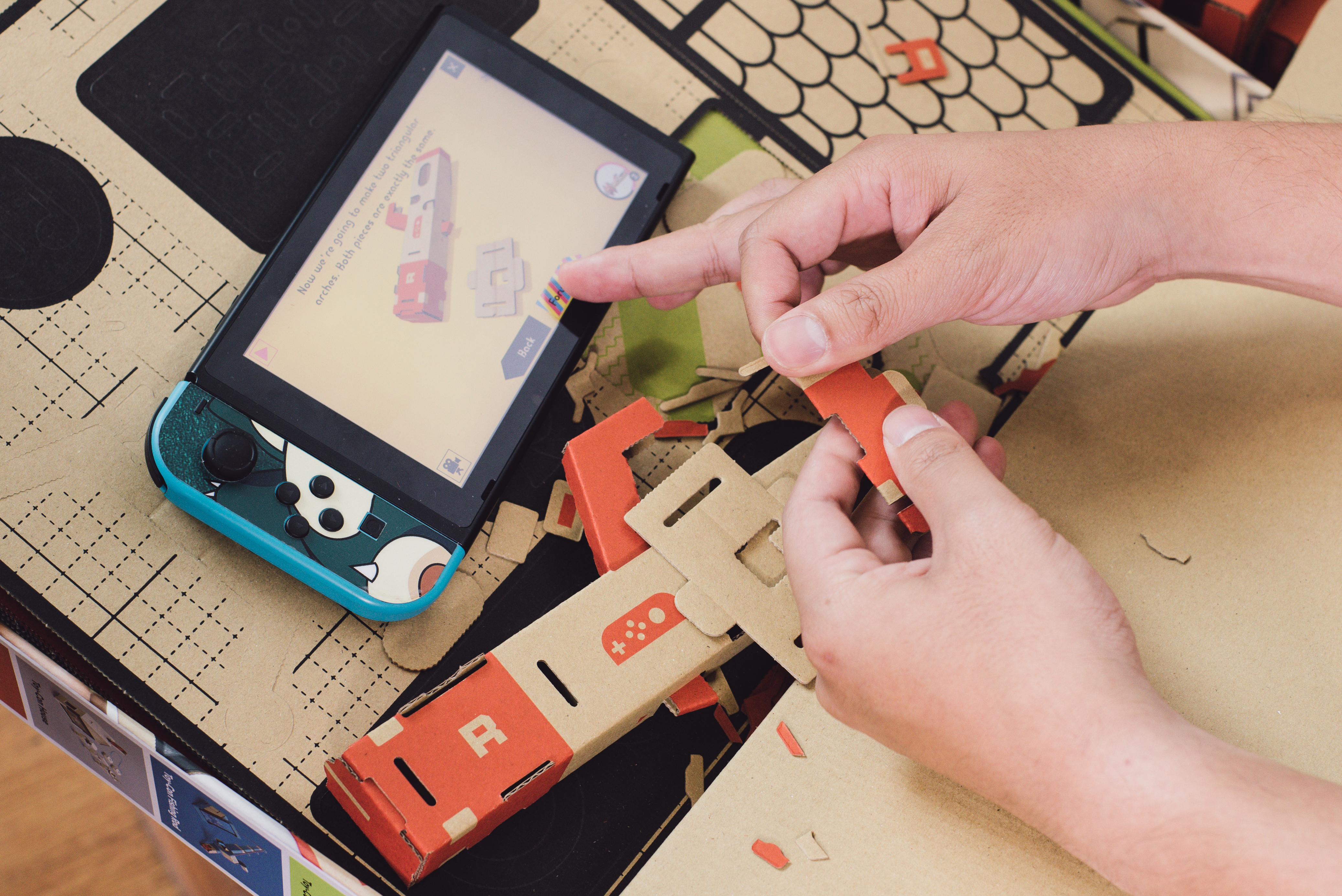
لبو از طریق سوراخ‌های ورقه‌های مقوایی با دستورالعمل‌ها از طریق نرم افزار سوئیچ لبو ساخته می‌شود.
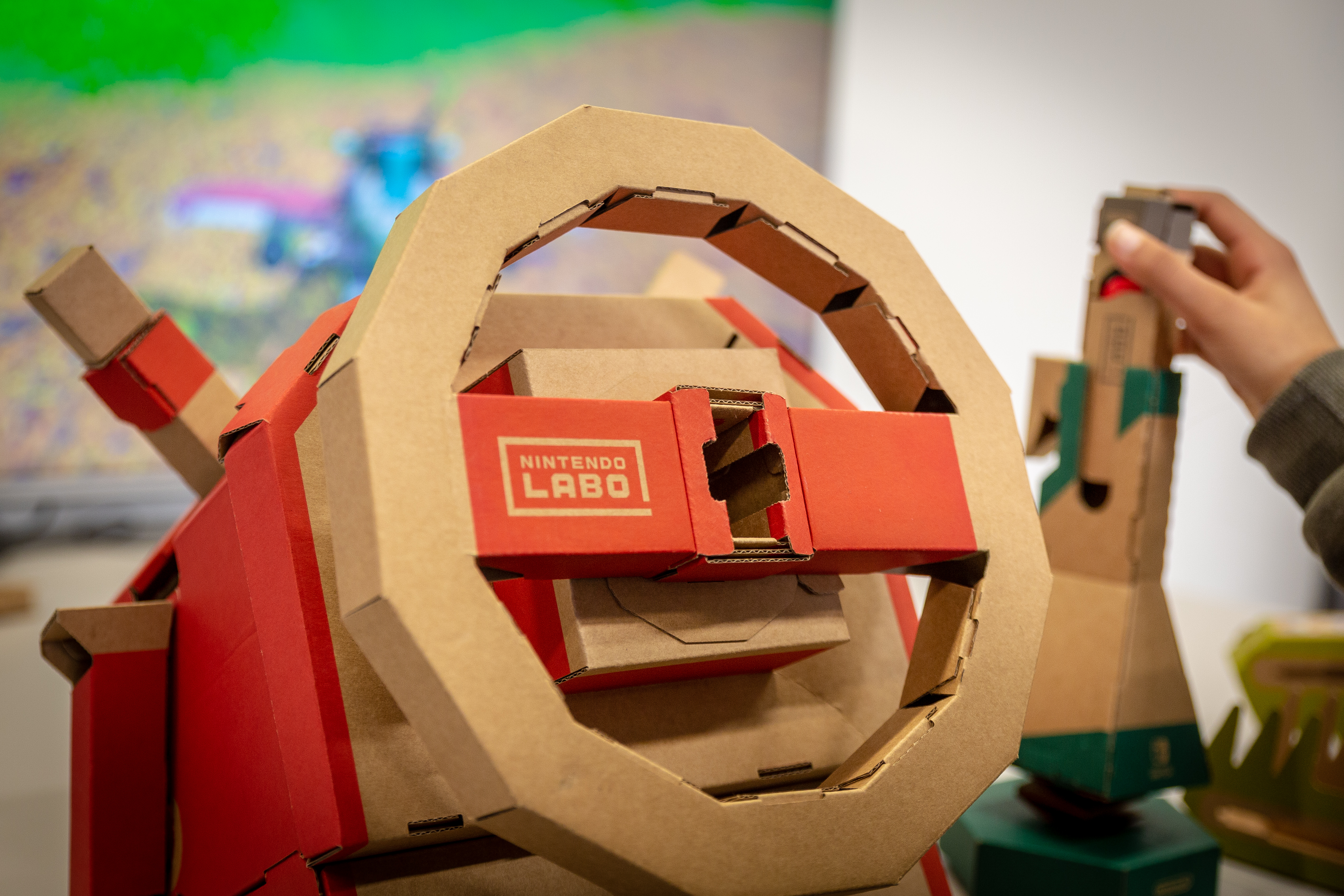
یک فرمان ماشین که توسط مقواهای لبو ساخته شده است.